# Age (Münzstempelschneider)
Age (altgriechisch ῍Αγη, auch ῾Αγή und ῍Αλη) wird als Name eines antiken griechischen Münzstempelschneider interpretiert, der im 4. Jahrhundert v. Chr. in der Magna Graecia tätig war.
Die Inschrift ΑΓΗ findet sich auf dem Revers eines Didrachmon, der von der Stadt Terina in der Region Bruttium geprägt wurde. Er zeigt eine sitzende geflügelte Nike, die in ihrer linken Hand ein Kerykeion, in ihrer rechten Hand eine Hydria hält. Der Name ist in sehr kleinen Buchstaben und an einer versteckten Stelle auf der Basis angebracht, auf der Nike sitzt, daher wurde er von Heinrich Brunn als Name des Stempelschneiders verstanden. Désiré Raoul-Rochette dachte an den Namen einer Quelle Aghè oder Ale. Die Lesung als Künstlersignatur ist also nicht gesichert.
Raoul-Rochette meinte, den Anfang desselben Namens auch auf einer Tetradrachme, die um 335 v. Chr. in Metapont geprägt wurde, zu sehen, die auf der Rückseite einen männlichen Kopf mit Bart und Helm (Kopf des Leukippos) trägt. Die Größe der Buchstaben schließt hier jedoch aus, dass es sich um den Namen des Stempelschneiders handelt.